# Asclepias neglecta
Asclepias neglecta là một loài thực vật có hoa trong họ La bố ma. Loài này được Hemsl. mô tả khoa học đầu tiên năm 1881.